# Гамфрі Сібторп
Гамфрі Сібторп або Гамфрі Волдо Сібторп (1713—1797) — англійський ботанік.
Після смерті Й. Ділленіуса у 1747 році і до 1783 року обіймав посаду професора ботаніки Оксфордського університету.
Приступив до складання каталогу рослин ботанічного саду університету, Catalogus Plantarum Horti Botanici Oxoniensis. Його молодший син — відомий ботанік Джон Сібторп (1758—1796), продовжував Catalogus Plantarum.
Почесний член Петербурзької академії наук з 18.12.1753.

## Вшанування
Рід рослин Sibthorpia L. Sp. Pl. 2: 631. (1753) названо на його честь.

## Наукові праці
- Humphry Waldo Sibthorp, Catalogus Plantarum Horti Botanici Oxoniensis.